# Auguste Gaudel
Auguste Gaudel (* 21. Mai 1880 in Gerbéviller; † 8. August 1969 in Toulon) war ein französischer römisch-katholischer Geistlicher und Bischof.

## Leben und Karriere

### Der Priester
Gaudel durchlief das kleine Seminar in Pont-à-Mousson und das Priesterseminar in Nancy. Seine Lehrer waren Charles Ruch und Eugène Mangenot (1856–1922). Zu seinen Kommilitonen zählten Emile Amann (1880–1948) und Eugène Tisserant. Nach seiner Priesterweihe 1903 studierte er bis 1906 am Institut Catholique de Paris bei Alfred Baudrillart und Jules Lebreton (1873–1956). Das darauf aufbauende Studium der Dogmengeschichte an der Katholisch-Theologischen Fakultät der Universität München musste er aus gesundheitlichen Gründen abbrechen und war von 1908 bis 1913 Kaplan in Nancy, dann bis 1920 Pfarrer in Magnières in der Nähe seines Heimatortes. Nach Ausbruch des Krieges 1914 bot er sich zum Austausch von 19 Geiseln an und wurde zum Tode verurteilt, kam aber mit dem Leben davon. Von 1915 bis zum Kriegsende tat er Kriegsdienst, zuletzt als Sanitäter.

### Der Theologieprofessor und Bischof
1920 wurde er an die Theologische Fakultät der Universität Straßburg berufen und lehrte dort ab 1927 als Professor für Dogmatik. 1939 ging er mit dem gesamten Personal der Universität nach Clermont-Ferrand. Dort nahm er 1941 die Ernennung zum Bischof von Fréjus an, nachdem er 1938 den Ruf auf den Bischofssitz Metz abgelehnt hatte. Am 16. Dezember 1941 zog er feierlich in Fréjus ein.
Bischof Gaudel betrieb die Verlegung des Bischofssitzes in die Großstadt Toulon. 1957 erreichte er beim Vatikan die Umbenennung seines Bistums in Bistum Fréjus-Toulon. Nachdem er im Januar 1958 feierlich in Toulon eingezogen war, übergab er die Amtsgeschäfte einem Koadjutor, Bischof Henri Mazerat (der ihm 1960 offiziell nachfolgte), und zog sich als Titularbischof von Nisyrus zurück. Er starb 1969 im Alter von 89 Jahren und wurde in der Kathedrale von Toulon beigesetzt.

### Wahlspruch und Ehrungen
Gaudels bischöflicher Wahlspruch lautete: Pacem et veritatem diligite (Liebet Frieden und Wahrheit). Er war Ritter der Ehrenlegion und Offizier im Orden der Palmes Académiques.

## Werke
- Le Mystère de l’homme-Dieu. Bloud et Gay, Paris 1939.
- Liste von Zeitschriftenbeiträgen, 1921–1939.